# Djupsjön (Rättviks socken, Dalarna)
Djupsjön är en sjö i Rättviks kommun i Dalarna och ingår i Dalälvens huvudavrinningsområde.